# Église Saint-Lazare de Tabriz
Pour les articles homonymes, voir Église Saint-Lazare.
 (février 2024).
 (décembre 2023).
Si vous disposez d'ouvrages ou d'articles de référence ou si vous connaissez des sites web de qualité traitant du thème abordé ici, merci de compléter l'article en donnant les références utiles à sa vérifiabilité et en les liant à la section « Notes et références ».
Cette église Saint-Lazare est une église catholique située à Tabriz en Iran, dans la province de l'Azerbaïdjan oriental. Dédiée à saint Lazare, elle a été construite en 1912 dans le quartier de Mearmear.
L'église possède une façade en briques. Elle mesure 30 mètres de hauteur et 15 mètres de largeur, avec un clocher sur un petit balcon[pas clair]. Elle est toujours ouverte au culte.

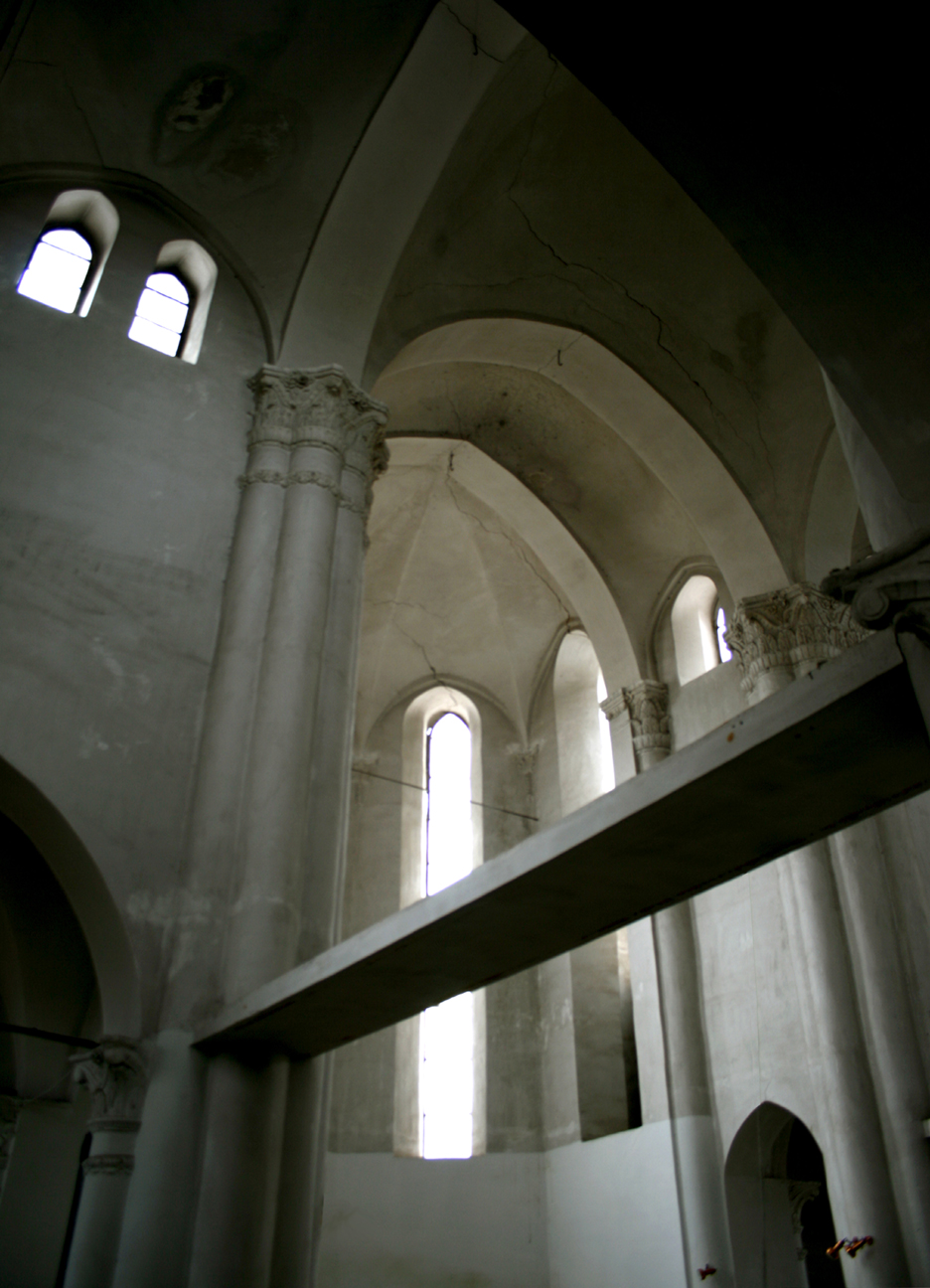
Un aspect de l'intérieur de l'église.

### Source
- (es) Cet article est partiellement ou en totalité issu de l’article de Wikipédia en espagnol intitulé « Iglesia católica de Tabriz » (voir la liste des auteurs).